# X-GUN
X-GUN（バツグン）は、ホリプロコムに所属する日本のお笑いコンビ。一時期「丁半コロコロ（ちょうはんコロコロ）」にコンビ名を変更、その後再度「X-GUN」へ戻している。

## メンバー
西尾 季隆（にしお ひでたか、政治活動では「西尾秀貴」1970年2月20日 - ）（55歳）
- ボケ・ネタ作り担当、立ち位置は向かって左。
- 身長176cm、体重84kg。血液型O型[1]。
- 2025年7月23日より埼玉県三郷市市議会議員[2]。

さがね・まさひろ（本名:嵯峨根 正裕〈さがね まさひろ〉1970年3月25日 - ）（55歳）
- ツッコミ担当、立ち位置は向かって右。
- 身長170cm、体重64kg。血液型O型[1]。
- 京都府舞鶴市出身。京都府立西舞鶴高等学校卒業。

## 略歴

### X-GUN（第1次）時代
- 大阪写真専門学校音響科（現・大阪ビジュアルアーツ・アカデミー）で2人は出会う[3]。クラスが同じで、お互い周囲と話が合わず孤立気味だったのとお笑い好きである共通点から接近していったとのこと。
- 「芸人になりたい!」と最初から思っていた訳ではなく、当時の心斎橋筋2丁目劇場では1人500円の参加料で舞台に立てる一般参加型イベント「2丁目アマチュアナイト」が開催されていた（吉本興業主催のオーディションイベントであると思われる）。その司会が今田耕司と東野幸治であったため「500円出せば2人に会える」という動機で出演、2人のネタを見た今田・東野から「君らプロになるの?」「（プロに）なったらええのに」と勧められたのがきっかけで芸人の道を進むこととなった[4]。
- プロの芸人となるにあたっては層の厚かった吉本には入らず、東京の事務所へ入るため上京を決心。2人ともアルバイトに励んで資金を貯め続けたが、さがねは両親から芸人になるのを反対されて西尾には何も言わず就職してしまい、これに西尾が憤慨し一旦絶縁状態にまで陥る。それから西尾は1人でも上京するつもりでいたがさがねはどうしても夢を諦めきれず、そして西尾との友情を失いたくないとの思いから両親を説き伏せて何とか同意してもらい、半年ほどで退職して西尾に連絡を入れた。西尾もさがねの話を聞いている内にわだかまりを捨てて2人一緒での上京を決め、共に東京行きの新幹線へ乗った。
- 1990年、『X-GUN』としてコンビ結成。幾つか事務所のオーディションを経て渡辺正行に誘われ、彼の主宰だったM2カンパニー（現・ホリプロコム）へ入る。コンビ名の由来は西尾が好きだったバンド・おかげ様ブラザーズのアルバムタイトルから。西尾が気取りの全くない関西のおばちゃんキャラを延々と演じ続け、それに耐えかねたさがねが思い切りツッコむのが漫才のパターンだった。
- 1994年、『GAHAHAキング 爆笑王決定戦』にてチャンピオンを目指し2度の挑戦の末、10週目寸前の9週目まで勝ち抜いたものの同時にその勝ち抜きコーナー自体が終了。審査員だったテリー伊藤から慰められるものの、ブレイクチャンスをつかみ損ねる。またその翌年には『GAHAHAキング』の後身番組『GAHAHA王国』出身のお笑いユニット『東京ギャグファクトリー』として合同ライブも行っている。メンバーはネプチューン、海砂利水魚（現・くりぃむしちゅー）、底ぬけAIR-LINE、X-GUN、ノンキーズ、ピーピングトム、U-turnの7組による16名で、東京のお笑いを強化するため各メンバーの所属事務所が共同で立ち上げた一大プロジェクトだった。この頃吉本が東京で売り出していた吉本印天然素材への対抗策だったとも言われている。
- 1990年代後半、『ボキャブラ天国』（フジテレビ）などで人気を博す。西尾は登場時のツカミに得意のおばちゃんものまねを織り交ぜたデブネタを使っていた（2人で「バッツグーン!」と両手を交差させ×印を作った後片方の拳を突き上げるポーズを決め、その後に西尾が「キャ〜! リズミカルデブ!」と叫ぶなど）。
- 『前略ヒロミ様』（フジテレビ）内でヒロミを中心に結成したバンド『フライングオイスターズ』に西尾がドラマーとして参加。ライブも開催し、CD「振り向け」（作曲は宇崎竜童）をリリース。
- 『サタデー大人天国! 宮川賢のパカパカ行進曲!!』（TBSラジオ）でのコーナー「ツムラ街角ヤッホークイズ」の司会を務める。
- 1998年、深夜ドラマ『せつない TOKYO HEART BREAK』（テレビ朝日）にて三角関係に悩む売れない芸人「フラワーボーイズ」として主演。バナナマンも共演していた。
- 夜番組・イキナリ!の月曜枠『X-GUNの一発かましたれ!!』（TBCラジオ、22:00 - 23:00、番組自体はイキナリ!が始まる前の2000年1月から放送されている）でパーソナリティーを務める。
- X-GUN（第1次）時代、底ぬけAIR-LINEと共に伊東一雄（パンチョ伊東）のモノマネで『ダ・パンチョ』というカルテットを組みDA PUMP「if...」を替え歌した。メインボーカルは西尾が担当した。
- 単独ライブは1997年に渋谷ON AIR EAST（現・Shibuya O-EAST）、1999年に赤坂BLITZで上演。コントに音楽を盛り込んでおり、オリジナル楽曲も披露された。ライブハウスでのお笑いライブ上演は当時では異例だった。
- 1999年に『ボキャブラ天国』が終了して以降は仕事が激減、月給もピーク時の200万円から2万9000円と約1／70にまで下がってしまった。事務所の後輩に対して前説の仕事を譲るよう迫ったり、営業でスーパーマーケットに赴いたところ一切客が集まっておらず営業先から「人を集めてください」と言われたり、後輩と一緒に営業のイベントへ出演して「売れっ子の後輩にくっついてってるコバンザメ」呼ばわりされたり、客がネタを見るのを目的でなくネタを披露後のトイレットペーパー積み放題の無料プレゼントゲーム目当てで仕方なしに残っているのがミエミエだったりと屈辱の日々を送る。それでも売れっ子になった爆笑問題が自分の冠番組の1コーナーに起用するなど、仕事を回してくれたおかげで乗り切れたという[5]。

### 丁半コロコロ時代
- 2006年、『細木数子が緊急大予言・アナタの将来を幸せにするSP』（テレビ朝日）[6]で改名アドバイスを貰う予定だったが、細木の「続きは他局でやる」という意向により『ズバリ言うわよ!』（TBSテレビ）内で「丁半コロコロ」へ改名（当時の西尾のブログ）。解説によると、さがねが「丁」で西尾が「半」らしい。
- 「現在のコンビ名での活動が10年以下」という参加条件に則り、2006年の第6回『M-1グランプリ』へ出場するも3回戦進出に終わった（当時の西尾のブログ）。なお、X-GUNとしては第1回の時点で結成から10年を超えていたため参加資格そのものが無かった[7]。
- 2006年9月5日放送の『くりぃむしちゅーのオールナイトニッポン』 （ニッポン放送）にてさがねのダメダメぶり・いっぱいいっぱいぶりを後輩のくりぃむに諌められ、「解散しなきゃ西尾さんがかわいそうだ」とくりぃむは冗談半分で批判。これは前回のさがねをゲストに迎えた24時間テレビ反省会が、24時間テレビ内で史上最悪レベルのダダ滑りを連発した「さがね反省会」になってしまったのを受けて「丁半コロコロ解散総選挙」として行われたもので西尾も「本気で解散を考えている」と語り、飛び入りで土田晃之・デンジャラスも加わってさがねへの不平不満を述べた[8]。特に土田は「自分のコンビが解散した時と一緒」と語るなど事態の深刻さを窺わせていた。同番組内でさがねは脳天気にも「今頑張ってることは家の掃除」「（西尾は）1くらいの話を100に膨らまして話してる」などと発言、それに西尾は「1の話を0.5にしてる、そのまんま話したらマジ喧嘩になってしまうから」とコンビ間の温度差が目立っていた。そして番組中のリスナー投票では解散を支持する声が多かったが、別室にてコンビで話し合いを重ねたところさがね自身も「壁に突き当たって悩んでいる」と告白するなど、最終的に西尾が「今後のギャラの8割を自分が貰う」と条件を立てて正式にコンビ継続を発表したものの、存続が危ぶまれた（当時の西尾のブログ）。しかしながら後に自身のラジオ番組で西尾が「解散はない」と断言した。同年10月に『BINGO75』（BSフジ）で、コンビ結成以来解散を考えたのはこの一度のみと明かしている[9]。

### X-GUN（第2次）時代
- 2008年9月28日放送の『タモリのボキャブラ天国 大復活祭スペシャル』（フジテレビ）内で、「（改名した事を）誰も知らなかったのに、今日を境に（コンビ名を）「X-GUN」に戻そうと」発言し、同番組では最後までX-GUN名義で参加。その後、西尾が 自身のブログ で正式に「X-GUN」への再改名を発表した。
- 2009年7月19日に原宿で行われた『サイボーグ009』の連載開始45周年記念イベントにおいて、スピードワゴン・クワバタオハラ・ヒデヨシと共にスペシャルユニット『ホリプロ009』として出演。全員が劇中のメンバーの衣装を着用して登場しチャリティオークションを行った他、劇中のサイボーグたちが各々違う特殊能力を持っていることにちなんで各自が自分の「特殊能力」と称した持ち芸を披露した。
- 2011年9月15日、東京・渋谷のダンススタジオBEASTARで行われた韓国映画『ホワイト』のダンスバトルイベントへ、事務所の後輩・KICK☆と共に映画に登場するアイドルグループ「ピンクドールズ」の日本版グループとして参加した。イベントでは「T-ARA」のカバーダンスチーム「M：name」とダンスのカバーバトルで対決。お揃いの白いロン毛のカツラを着用し、ジュリアナクイーンの荒木久美子師匠をチームに迎えて特訓の成果を発揮したダンスを披露。
- 2012年、「AAA TOUR 2012 -777- TRIPLE SEVEN」では西尾がツアーレポート番組「有沙と洸とブーデーの追いかけセブン」でレポーターを務める。
- 2013年、「AAA TOUR 2013 Eighth Wonder」では西尾に加えさがねも参加するツアーレポート番組「ブーデーpresents逢いたかったらWonderパフォーマンス!」でレポーターを務める。
- 2014年、PlayStation 3専用ソフト『魁!!男塾 〜日本よ、これが男である!〜』のPR用ムービー「男の大バトルスペシャル」にさがねが古坂大魔王、クロちゃん（安田大サーカス）、ななめ45°と共に出演。メンバーは『魁!!男塾』の世界を再現した衣装（古坂は長ランに白鉢巻きに下駄履き、さがねは羽織袴、クロちゃんとななめ45°は長ランに学生帽に下駄履き）を着用。古坂とさがねはナース風レースクイーンの衣装を着た木口亜矢と共に進行係を務め、後の4人が白褌一丁になって「男塾入塾試験」と称した過激なゲームを実行した[10]（ファミ通.com内記事）。
- この年、さがねは『R-1ぐらんぷり』へ出場し2回戦進出。
- 2015年7月12日、東京・しもきた空間リバティにてユニットライブ「ホニーライブ」を開催。西尾がチャーミングのネタに「『こんな面白いネタをやる人たちがいるなんて!』と思ったと同時に、自分たちが忘れていた何かを思い出させてくれた」と感銘を受けたのが開催の動機で、ライブにはチャーミングとその同僚だったオテンキ、後輩のオレンジサンセットを呼んでいる。なおライブ名は4組の所属事務所の名前（ホリプロコムとSMA NEET Project）を組み合わせた物で、次回以降については楽しいかどうかに重きを置いて柔軟に展開していくという[11]。
- 2016年5月、漫才協会に加入[12]。同年3月の漫才協会のライブ「漫才大行進」の「道場破り枠」への出演がきっかけで、ライブ後の打ち上げの席上で青空好児（青空球児・好児）から「やはり芸人は舞台の上でネタをやらないと」とアドバイスされ、芸人として自分たちの芸を磨き直すため入会を決めたという。
- 2025年7月20日に執行された埼玉県三郷市市議会議員選挙に西尾が出馬し[13]、3,154票を獲得し当選[14][15]。7月23日に当選証書を付与された[2]。

## エピソード
- 事務所の後輩であるバナナマンと仲が良い。日村勇紀（バナナマン）は2人にとって実際は先輩だが後輩として接しており、日村も2人を先輩として接している。
- AAAとはデビュー当初から仲が良く、2008年のドラマ『未来世紀シェイクスピア』のDVDでも共演。現在ではツアーレポート番組のレポーターを務めている。またその縁で、西尾はメンバーの宇野実彩子が出演するドラマ『東京トイボックス』（テレビ東京系）の第5話にゲスト出演もしている[16]。なお、ツアーレポート番組のタイトルにつく「ブーデー」とはAAAのメンバーが西尾につけたあだ名である。
- お笑い芸人ニューヨークのYouTube『ニューヨークOfficial  Channel』で今までの芸人人生を振り返り、赤裸々に語っている。西尾が「今まで34年(芸人を)やってきて、今が一番キツいかな」と発言。ニューヨークも爆笑していた。屋敷も「こういうトークって売れて、あん時キツかったって話しますもんね」と話すと西尾が「キツい最中に呼ぶからさ」と返していた。コメント欄でも『仲がいいのは今の時代に合っている』や『 X-GUNおもしろいね』など再評価の兆しもある。

### 西尾季隆（西尾秀貴）
- 太っている方。「おばちゃんのまね」「K-1参戦の時の子供のイニシャルの刺繍入りパンツを手にしている曙太郎」など誰もやらないようなものまねが得意。
- コントでは主に女性キャラを演じる。おばちゃん（イメージモデルは自身の母親らしい）や、突然逆ギレしたり妄想の世界に入り込んだりする女性が多い。
- バンドメンバーやアイドルなど音楽関係の知人が多く、底ぬけAIR-LINE時代からの付き合いである古坂大魔王と共に音楽イベントも開催。GOING UNDER GROUNDのファンでPVにも数回出演している。
- K-POPに詳しく[3]、特にテヨン（少女時代）とハン・スンヨン（元KARA）が好き。現在嗜好が変わったかは不明だが、以前は韓国男性アイドルが好きとインタビューで答えていた。
- 2007年10月、S状結腸憩室穿通を発症し約半月間入院[17]（当時のブログ）、患部の切除手術は4時間にも及んだという。以降は体質改善などのためえのき氷（エノキタケをミキサーで挽いた後煮出してから凍らせた物）を食べるなどして心がけている。また2013年8月21日には、実体験を踏まえたえのき氷に関する書籍「えのき氷 本当にすごいから試してよ!マニュアル」が発売されている。
- サンボマスターの大ファンでライブにも通っている。ライブの曲中にヴォーカルの山口隆からステージ上から名前を呼ばれ、アリーナからステージに上がり一緒に歌うという貴重な体験をしたことも。
- 2015年のラグビーワールドカップ・南アフリカ戦をテレビで観戦してからラグビーファンに。それから頻繁にラグビー会場にも足を運び、トップリーグや大学ラグビーを観戦している。ラグビーファンからも「本当に観戦に来てるし、愛がある」と称賛されている。
- 好きなラグビーチームは東京サントリーサンゴリアス、横浜キヤノンイーグルス、NECグリーンロケッツ東葛。大学ラグビーでは明治大学。ちなみに母校ではない。
- 選手との交流も多く、垣永真之介（サントリー）、山路泰生（キヤノン）、川村慎（NEC）、吉廣広征（NEC）、秋山哲平（NEC）、亀井亮依（NEC）、平野翔平（パナソニック）、 藤田慶和（パナソニック）、祝原涼介（サントリー）、齊藤剣（NTTコム）や明治大学の選手などと飲みに行ったりしている写真がSNSに良く載っている。特に祝原とはAAAのライブやAAAのメンバーのソロライブにも一緒に行っている。
- 一時期さがねに対して説教するネタで軽くブレイクしていたが、一部からはマジすぎると評判が悪くパワハラが世間で知られ始めた時期だったこともあり仕事のオファーが減ってしまった。
- 東京都荒川区出身だが後に一家（両親と姉1人）で京都府向日市へ転居[3]、以降私立南京都高等学校卒業まで府内で育つ。子供の頃、親が一時お好み焼き店を経営していたことから、恰幅のいい体格となった[18]。その後、2020年に三郷市に移住し、デイサービスのパート指導員と並行して、地域会派「もっと!三郷市の会」を設立し、政策委員長に就任[14]。
- 2022年12月27日放送の『太田上田』(中京テレビ)で、古坂大魔王プロデュース、西尾自身作詞作曲の『最近、見ないね』をアーティスト名『西やん』名義で生歌披露。曲を聴いてるとき上田は感慨深げに、太田は「西尾がそんな思いでいるとは知らなかった」と珍しく真面目なトーンで語っていた。
- 『最近、見ないね』は X-GUNのYouTubeチャンネル『ばつぐんチャンネル』でMVも発表された。その後イベントやフェスで披露されてる動画もアップされている。
- 西尾曰く『最近、見ないね』は『古坂はavex、僕はホリプロコムに所属してるのに、どちらも「そちらでどうぞ」「いえいえ、そちらでどうぞ」と譲り合っていてどちらも動いてくれず、どこのサブスクにもアップしてもらえていない』らしい。現時点聴けるのは X-GUNのYouTubeチャンネル『ばつぐんチャンネル』だけである。

### さがね・まさひろ
- ニックネームは「ガネさん」「ガネック」。
- 2006年から名字を平仮名表記に変更。これは知り合いの占い師に「画数が悪い」と言われたため。
- 既婚（できちゃった結婚）で、子（長男）持ちであるのを事務所・Webサイトを通じて公表している。
- ツッコミながら以下の一発ギャグを演じることがある。なお演じる際は基本的に裏声。また、パーソナリティーを務める『X-GUNのぐんぐんサタデー』ではリスナーから「こんな局面で使える一発ギャグ」を募集する「さがね一発ギャグ工場」というコーナーを持っている。
  - 「（ビートたけしの『コマネチ』のような動作で）ウィ、ウィ、ウィー」
  - 「すっとんとん、すっとんとん、ハミルトン、スケルトン」
  - 「こんにちワッショイ、WHO ARE YOU!」
  - 「うーん、感謝感激乱れ打ち、ボォ〜!!」
  - 「アラブのおやじに見つかって、ごめんなさいと謝った、意味わかんね（片手を振る）」
  - 「あ、ワン! あ、ツー! あ、ワン・ツー・スリー!（踊り出す）踊りにくっ!」
  - 「ふっさ、ふっさ、ふっさふっさ、ふっさふさ〜!（頭に手をやる）いらないっ!（投げ捨てる動作）」
  - 「最初はグー、シャンパンポ〜ン!（シャンパンを開ける動作をする）」
- 『ボキャブラ天国』終了後に仕事が激減、本気で芸人を辞めようか悩んでいた頃に友人である有田哲平（くりぃむしちゅー）や山崎弘也（アンタッチャブル）から「ガネさんは社会に出てもどーせ何もできないよ」「ガネさんは芸人しかできないよ」などと激励されたという。
- 高校在学中には「MOON LIGHT HEAVEN（ムーンライトヘヴン）」というバンドを組んでいてボーカルを担当していた。その時のナンバーはラジオ「X-GUNちゃうんかい」のオープニング曲に使用された事もある。また現在は「さがね侍BAND」というロックバンドを主催し、自らボーカルと作詞を担当している。
- 2013年6月23日、御徒町に実家の味を基にした「お母さんの味」がコンセプトのレストラン「ステーキ・ハンバーグさがね」を開店するも、2013年11月30日閉店。その後2014年2月10日より友人である事業家兼プロデューサー坂田敦宏と共に西新宿で串揚げ焼酎BAR「嵯峨根家」を開店し[19]、2015年には愛知県豊橋市と高知県高知市はりまや町にそれぞれ支店を開店した。
  - 2020年2月29日、新型コロナウイルス感染症流行の影響で『嵯峨根家』西新宿店が閉店[20]。これによって全ての店が閉店となった。
- 2023年6月5日、芸名をさがね正裕からさがね・まさひろへ改名[21]。

## 賞レース
- 2006年 M-1グランプリ 3回戦進出（丁半コロコロとして）
- 2011年 THE MANZAI 2回戦進出

## 出演

### テレビ
レギュラー・準レギュラー番組
- お茶とUN（1993年10月4日 - 1994年3月28日、テレビ朝日）
- タモリのボキャブラ天国（1994年8月31日 - 1999年9月25日、フジテレビ）キャッチコピーは『アジアの超特急』
- ムキムキたまご（1995年、テレビ朝日）準レギュラー
- ヤングのウ・フ・フ（1995年11月3日 - 1995年12月31日、テレビ東京）
- UP TO デート（1996年、テレビ東京）
- クールパラダイス（1996年、テレビ東京）
- キャシーのいいもの見〜つけた!!（1996年、テレビ神奈川）
- 前略ヒロミ様（1996年4月 - 9月、フジテレビ）西尾のみ
- スターカラオケ"GOIKUN"（1997年）
- マガ不思議（1997年10月6日 - 1998年9月29日、TBSテレビ）
- お笑い向上委員会 笑わせろ!（1997年10月7日 - 1998年9月28日、テレビ朝日）
- コスモ★エンジェル（2002年5月16日 - 6月27日、東海テレビ・BSフジ）西尾のみ
- 内村プロデュース（2002年7月25日 - 2003年5月19日、テレビ朝日）さがねのみ準レギュラー、西尾は一度のみ出演
- 爆笑問題のススメ（2002年9月 - 2005年3月、日本テレビ）
- なりギャル.TV（2004年10月 - 2005年9月、千葉テレビ）MC
- 超音（2005年11月 - 2006年3月、千葉テレビ）MC
- 勝利の女神の法則（2016年4月 - 9月、千葉テレビ）MC
- 3時は!ららら♪（2008年3月31日 - 2016年9月16日、信越放送）西尾のみ
- IJP イジュウインパーク（2010年4月9日 - 2011年3月25日、TOKYO MX）さがねのみ
- bump.y JUMP!!!!!（テレ朝チャンネル・2011年6月9日 - 12月8日）西尾のみMC
- 三又ノ番組（2014年4月18日 - 2018年8月24日、東日本放送）西尾のみレギュラー、さがねはゲストとして不定期出演

不定期出演
- 爆笑オンエアバトル（NHK総合）戦績2勝1敗 最高385KB（これはオフエアの記録であり、オンエアの最高は380KB）

3回目の出場（2000年6月10日放送回）で293KBを記録、5位オンエアとなった。これは当時の最低オンエアKBの中ではオーケイと同率で歴代3位の記録であった。
- ウンナン極限ネタバトル! ザ・イロモネア 笑わせたら100万円（TBSテレビ）内のコーナー「ゴールドラッシュ」に出演、イロモネア出場権獲得
- お笑いDynamite!（TBS、2008年12月29日・2009年12月29日）キャッチコピーは「アジアの超特急2008」
- オールスター後夜祭（2018年4月7日・10月7日[24]、2019年4月7日[25]、TBSテレビ）
- 爆笑そっくりものまね紅白歌合戦（フジテレビ）
- 爆生レッドカーペット（フジテレビ）キャッチフレーズは「帰ってきたアジアの超特急」。コラボカーペットでは小林優介（響）&谷田部俊（我が家）&高橋健一（元キングオブコメディ）と共演
- GAHAHAキング 爆笑王決定戦（テレビ朝日）
- GAHAHA王国（テレビ朝日）
- 笑いの金メダル（テレビ朝日）さがねのみ
- 伊集院光のばんぐみ（BS11デジタル）
- ジャガイモン（テレ朝チャンネル）さがねのみ、不定期出演
- 健康カプセル!ゲンキの時間（CBCテレビ・TBSテレビ）
- 全力!脱力タイムズ（フジテレビ）ナダル出演回

### ラジオ
- ヒロミのざけんじゃナイト（1994年10月 - 1995年4月、TBSラジオ）
- X-GUNちゃうんかい（1998年10月 - 1999年9月、TBSラジオ）
- イキナリ!（月曜日）丁半コロコロの一発かましたれ!!（2000年1月 - 2008年3月、TBCラジオ）
- RADICAL LEAGUE 『水曜日X-GUNラジオ どすこい!!』（2006年4月 - 2009年3月、FM-FUJI）
- X-GUNのザ・ゴリガチテン（2010年 - 2014年、NACK5 Co-sotto 1-6内）
- X-GUNの激烈!ガッテム（2012年10月 -TBCラジオ）
- X-GUNのぐんぐんサタデー（2015年4月 - 2017年3月、YBSラジオ）
- さがね（X-GUN）とシュリカ（SPY）のスマイルGO!GO!（2017年2月 - 番組終了、市川うららFM）さがねのみ
- X-GUN のぐんサタ☆クリスマス（2020年12月20日、YBSラジオ）※上記ぐんぐんサタデーの復活特番。アシスタントとして髙橋央が加わった。
- 爆笑問題の日曜サンデー（TBSラジオ）不定期出演
- くりぃむしちゅーのオールナイトニッポン（ニッポン放送）不定期出演
- 犬山イヌコのピコピコ団栗くん（ネットラジオ：Klap）不定期出演

### ドラマ
- せつない TOKYO HEART BREAK 第7話「ア・イ・カ・タ」（テレビ朝日、1998年）
- 史上最悪のデート 第15話（日本テレビ、2000年）
- 土曜ワイド劇場「おとり捜査官・北見志穂16 婚カツ美女連続殺人」（テレビ朝日、2012年）西尾のみ
- 大奥〜誕生［有功・家光篇］（TBS、2012年）西尾のみ
- 空飛ぶ広報室「第9話」「第10話」（TBS、2013年）西尾のみ
- 三匹のおっさん〜正義の味方、見参!!〜「第5話」（テレビ東京、2014年）西尾のみ
- スペシャリスト3（テレビ朝日、2015年）さがねのみ
- 赤ひげ（2017年）‐ 壱岐守役 西尾のみ
- 100文字アイデアをドラマにした! 第8話 - 第10話（テレビ東京、2020年）西尾のみ
- 仮面ライダーギーツ 第39話（テレビ朝日、2023年） - 警察官役 西尾のみ、第40話 -  店長 役 さがねのみ
- 風のふく島 第7話（2025年2月22日、テレビ東京） - 山川健 役[26]（西尾）

### 映画
- 地獄甲子園（2002年7月）西尾：番長役
- 漫☆画太郎SHOW ババアゾーン（他）」内「ハデー・ヘンドリックス物語（2004年3月）西尾：ハデー・ヘンドリックスのメンバー役
- ジェニファ 涙石の恋（2004年）西尾のみ
- まいっちんぐマチコ!ビギンズ（2005年）さがねのみ
- 喰いしん坊! 大喰い苦闘編（2007年）西尾のみ
- ヒトリマケ（2008年）
- AVN/エイリアンvsニンジャ（2011年）西尾のみ
- 多動力 THE MOVIE（2019年、監督：ハシテツヤ）さがねのみ[27]
- セイキマツブルー（2020年、監督：ハシテツヤ）さがねのみ[28]
- TURNING POINT（2022年4月9日、監督：ハシテツヤ） - さがね：原 役（主演）[29]
- TURNING POINT 2（2022年12月10日、監督：ハシテツヤ） - さがね：原 役（主演）[30]
- TURNING POINT 3（2023年10月14日、監督：ハシテツヤ） - さがね：原 役（主演）[31]
- 漫才協会 THE MOVIE 舞台の上の懲りない面々（2024年3月1日、KADOKAWA/ミックスゾーン/中京テレビ放送/ミラクルヴォイス[32]）

### ウェブ
- 内村さまぁ〜ず（ひかりTV）さがねが不定期で出演。西尾も一度だけコンビとして「大自然クイズ」のMCとして出演。
- ムカつく女にお仕置きするTV 〜美人泣顔〜（BeeTV、第1話 - 第11話）西尾のみ
- 裏ではリアル脱衣麻雀SP!! ～本戦のみんなガンバってね!!～（2016年6月18日、AbemaTV）MC[33]
- 鬼三村 〜ダメ後輩達よ、面白くあれ!!〜（2016年、Hulu）
- 有吉ベース（2016年 - 、フジテレビオンデマンド）「さまぁ～ず三村の挑戦状！リアクション交流戦 番組初！他事務所の芸人と戦わせてみた」の企画で、同事務所の系列の先輩である三村マサカズ（さまぁ〜ず）率いる三村軍団として出演。
- 劇団さまぁ〜ず（2018年 - 2019年、GYAO!）さがねのみ不定期で出演
- バイトリーダー大崎純子（2021年5月、エンタメイティブ）- 相田良夫 役、さがねのみ[34][35]

### CM
- こんがりクラブ（ロッテ、1992年）
- スターフォックス64 （任天堂、1997年）
- au損保『あ・う・て』自転車親子篇（2014年）※さがねのみ

### 舞台
- 劇団TEAM-ODAC 第42回本公演『舞台・破天荒フェニックス〜2023』（2023年12月6日 - 12日、こくみん共済 coop ホール/スペース・ゼロ）西尾のみ[36]
- 舞台『荒木町ラプソディー』（2024年6月1日 - 9日、シアターΧ）さがねのみ[37]
- Les Misérables（2025年2月27日 - 3月6日、IMAホール） - ティナルディエ 役 さがねのみ[38][39]

## 作品

### 書籍
- えのき氷 本当にすごいから試してよ!マニュアル（ルックナゥ、2013年8月）

### CD
- 「ネタDE笑辞典」M2カンパニー編（日本コロムビア、1998年1月）
- 君を抱きしめたい[40]（ホリプロ、1998年8月）
- 振り向け[41]（東芝EMI、1996年8月）西尾のみ
- まんぷくトランス（ビクターエンタテインメント、2006年5月）西尾のみ

### VTR
- X-GUN"GO!"（ポニーキャニオン、1997年10月）
- X-GUN"STAY OR GO"（ポニーキャニオン、1999年11月）
- ギャグウォーズ3（ハピネット・ピクチャーズ、1997年）

### 単独ライブ
| 日程          | タイトル   | 会場                   |
| ------------- | ---------- | ---------------------- |
| 1997年6月24日 | GO!        | 渋谷ON AIR EAST        |
| 1999年8月23日 | STAY OR GO | 赤坂BLITZ              |
| 2002年8月18日 | ペラい男   | 新宿シアターモリエール |

### 主催ライブ
| 日程          | タイトル          | 会場                 | ゲスト                                     |
| ------------- | ----------------- | -------------------- | ------------------------------------------ |
| 2015年7月12日 | ホニーライブvol.1 | しもきた空間リバティ | チャーミング、オテンキ、オレンジサンセット |
| 2015年10月4日 | ホニーライブvol.2 | しもきた空間リバティ | チャーミング、オテンキ、オレンジサンセット |
| 2015年12月6日 | ホニーライブvol.3 | しもきた空間リバティ | チャーミング、オテンキ、オレンジサンセット |